# 2021年中国农科院一氧化碳合成蛋白质相关争议
中国农业科学院饲料研究所和北京首钢朗泽新能源科技有限公司于2021年10月30日发布消息称，中华人民共和国已在国际上首次掌握乙醇梭菌途径自一氧化碳到蛋白质的规模化生物合成技术，并实现了工业化应用，标志着中华人民共和国在乙醇梭菌生物合成蛋白质技术领域的重大进步。该消息引致多个中华人民共和国从上至下包括几乎所有中央级媒体在内的极多媒体的强烈关注和集中报道，此后在被一些生物化学相关领域的科学从业人士了解后引起了广泛讨论和争议。

## 背景
据报道，中国农业科学院饲料研究所和北京首钢朗泽新能源科技有限公司于2021年10月30日发布消息称，中华人民共和国已在国际上首次掌握乙醇梭菌途径自一氧化碳到蛋白质的规模化生物合成技术，并实现了工业化应用。报道文章指出，中华人民共和国北京首钢朗泽新能源科技公司技术研究人员基于1994年发现的从一氧化碳到蛋白质的乙醇梭菌生物合成途径经六年多攻关后突破了乙醇梭菌蛋白制备核心关键技术，大幅提高了反应速度(22秒合成)，并在提高转化效率后创造了一步生物合成蛋白质获得率85%的世界纪录，且目前该项技术已形成万吨级的工业生产能力。官方媒体介绍指，该生物合成项目以氨水为氮源，消耗工业废气中的一氧化碳而生产蛋白质。人民日报透露称，在河北曹妃甸投产的首套钢铁尾气生物发酵工业装置年产蛋白可达5000吨。中国农科院饲料研究所认为，这标志着中华人民共和国在一碳生物合成领域取得了重大突破性进展。
多个科学从业人士解读相关官方媒体报导时称，该项科学技术的突破和改进标志着中华人民共和国在乙醇梭菌生物合成蛋白质技术领域的重大进步，并指出其重要优势在于改良了乙醇梭菌菌株的合成效率；虽该项科学技术并非中国研究人员原创，但是中国的有关公司却的确是现时在国际上在相关领域做的最好的和最领先的。此外，科学从业人士普遍认为该项成果远小于9月中国科学家完成从二氧化碳到淀粉的全合成的成果。
环球时报英文版的报道文章指出，专家认为该项目从实验的角度来看非常有意义，但仍需要更多的观察，尤其是在转化率和成本效率方面，且在该技术全面应用之前仍需要做更多的工作。
相关信息由中国农业信息网率先披露后，迅速引致多个中华人民共和国从上至下包括几乎所有中央级媒体在内的极多媒体的强烈关注和集中报道，此后在被一些生物化学相关领域的科学从业人士了解后引起了广泛讨论和争议。

## 相关争议

### 中外合办争议
一些科学从业人士指出，有相当证据表明该技术研发项目很可能自总部位于美国的LanzaTech公司引进并与之合办，但官媒在报道时尽管已涉及了研发者相关内容却无一不对此矢口不提；且该项报导的噱头远大于近年来该项目所取得的实际成果。

### 错误方程式争议
中华人民共和国国务院农村农业部信息中心主办的中国农业信息网在2021年10月31日发表的文章“我国科学家团队在农业科技领域创造出世界奇迹，在国际上首次22秒实现从一氧化碳到蛋白质的合成，并已形成万吨级的工业产能”亦因其中所使用的含有明显违反物质守恒定律的错误方程式的图片而在事件中引起了争议，且该图片一度被包括中国科学院与中国生物工程学会合办的信息资讯类门户网站中国生物技术信息网在内的多个中华人民共和国媒体引用和转载。

### “首次合成”争议
有相当证据表明该项科技成就并非在中国农科院饲料研究所和北京首钢朗泽新能源科技有限公司联合宣布时“首次”取得。事实上，有相当证据表明该装置至少于2018年起已顺利启用，且很可能已自2018-2019年度起具备规模量产乙醇梭菌蛋白的能力。此外，一些中华人民共和国以外的生物科技企业此前似已有能力完成由一碳化合物到蛋白质的规模化生物合成。如Deep Branch公司此前曾称据其实验结论，其已具备通过10kg二氧化碳生物合成7kg的单细胞蛋白的能力；而Calysta公司在英格兰的以天然气为消耗气体的生物合成试点工厂则在试运营的初两年内蛋白质年产能达50吨。而中国农业信息网发表的有争议的新闻稿所称的“……在国际上首次实现从一氧化碳到蛋白质的合成”一句更是明显基于虚假事实，但依然引致包括多个中华人民共和国各级官方媒体在内的大量中华人民共和国媒体的引用和转载。此外，“合成”一词是否被多个中华人民共和国媒体正确使用也引起了一些科学从业人士的质疑。一些反对者认为，只有纯化学合成才应当被称之为“合成”，而将生物合成称作“合成”则有卖弄噱头之嫌。